# Lucien Golvin
Lucien Camille Golvin (Villebougis, 1908-Aix-en-Provence, 2002) fue un historiador del arte y profesor francés.

## Biografía
Nació el 18 de julio de 1908 en Villebougis. Autor de obras como Le Maghrib Central à l'époque des Zirides. Recherches d'Archéologie et d'Histoire (1957), Aspects de l'artisanat en Afrique du Nord (1957) y Palais et demeures d'Alger a la période ottomane  (1988), falleció en 2002, el día 7 de julio, en Aix-en-Provence.